# Pete Wingfield
Pete Wingfield (* 7. Mai 1948 in Hampshire, England) ist ein britischer Musikproduzent, Keyboardspieler und Journalist.

## Karriere
Ende der 1960er Jahre gründete Student Wingfield an der Sussex University die Bluesband Jellybread, die zwei Langspielplatten veröffentlichte. Nachdem er die Band verlassen hatte, machte er sich einen Namen als Sessionmusiker bei B. B. King, Freddie King, den Hollies oder Maggie Bell. Er spielte in den Bands von Colin Blunstone und Van Morrison, ehe er bei Island Records einen Solovertrag erhielt. 1975 veröffentlichte er die beachtete LP „Breakfast Special“, auf der er selbst sang, und hatte mit dem Song „Eighteen with a Bullet“ einen Top-Ten-Hit in den britischen Charts.
Als Spezialist für Soulmusik schrieb Wingfield in den 1970er Jahren regelmäßig Artikel und Reviews, unter anderem für die britischen Musikzeitschriften Let It Rock und Melody Maker.  Als Musiker spielte er mit der britischen Soulband The Olympic Runners, die beim Montreux Jazz Festival 1974 auftrat und Ende der 1970er ein paar Singles in die britischen Charts brachte, und mit Albert Lee & Hogan's Heroes.
In den frühen 1980ern arbeitete er vor allem als Produzent. Er produzierte 1980 das erste Album von Dexys Midnight Runners und deren Nummer-eins-Hit „Geno“. Weitere Bands, mit denen er in dieser Zeit arbeitete, waren Blue Rondo a la Turk, Locomotiv GT, Second Image und Kane Gang.
1982 war er einer der Musiker auf Phil Everlys Soloalbum, und seit der Wiedervereinigung der Everly Brothers 1983 war er deren Keyboarder. Als Sessionmusiker spielte er unter anderem für die Housemartins und The Beautiful South. Als Produzent und Musiker war er mitverantwortlich für Erfolge von den Proclaimers und von Paul Young. 1999 spielte er auf Paul McCartneys Album „Run Devil Run“.